# Perbrinckia cracens
Perbrinckia cracens là một loài giáp xác trong họ Parathelphusidae. Chúng là loài đặc hữu của Sri Lanka.